# Gavins Point Dam
Koordinaten: 42° 51′ 45″ N, 97° 29′ 30″ W
Der Gavins Point Dam ist ein hydroelektrischer Staudamm in der Nähe von Yankton, South Dakota in den Vereinigten Staaten von Amerika. Er staut den Missouri auf einer Länge von 40 Kilometern zum Lewis and Clark Lake auf. Der Damm ist 2.652 m lang und 23 Meter hoch und kann 132 MW elektrische Energie erzeugen.
Errichtet wurde der Damm vom U.S. Army Corps of Engineers zwischen 1952 und 1957 im Rahmen des 1944 beschlossenen Pick–Sloan-Programms. Der Stausee überflutete Teile der Yankton Reservation und der Santee Sioux Reservation. Um das Bauprojekt durchzusetzen, enteignete der Army Corps die Yankton Sioux widerrechtlich und gegen eine geringe Entschädigungssumme, die nicht einmal ihre Umsiedlungskosten deckte. Jahre später wurden ihnen zusätzliche Entschädigungszahlung zugestanden.